# Красногорская улица (Казань)
Красногорская улица (тат. Кызылтау урамы, Qızıltaw uramı) — улица в историческом районе Малое Игумново (Лагерная) Кировского района Казани. 

## География
Начинаясь от Выгонной улицы, пересекает улицы Аракчинская, Боевая, Заречная, Лагерная, Ново-Слободская и заканчивается пересечением с Проезжей улицей. Нумерация домов ведётся от Выгонной улицы; до революции она велась в обратном направлении.

## История
Улица возникла в конце XIX – начале XX века. По сведениям на 1912 год, на улице, называвшейся Поперечно-Мало-Игумновская, находилось 18 домовладений, все деревянные. Одно домовладение принадлежало Казанскому богородицкому монастырю, 7 домовладельцев в сословном отношении были крестьянами, 4 ― мещанами, 1 — цеховыми, сословная принадлежность ещё четырёх домовладельцев не указана. В 1914 году постановлением Казанской городской думы была переименована в Торговую улицу, однако фактически это название не использовалось.
В соответствии с протоколом комиссии Казгорсовета по наименованию улиц б/н от 2 ноября 1927 года улица получила современное название.
К 1939 году на улице находились домовладения: №№ 1/10–7/25, 11–13, 17/25, 21/35, 25–35/19 по нечётной стороне и №№ 2/8–8/23, 12/38–26/19, 30/18 по чётной стороне. В середине 1950-х годов часть домов улицы были вынесены из зоны затопления Куйбышевского водохранилища.
Современная застройка улицы — малоэтажная («частный сектор»).
В дореволюционное время и в первые годы советской власти административно относилась к 6-й городской части. После введения в городе деления на административные районы входила в состав Заречного (с 1931 года Пролетарского, с 1935 года Кировского) района.

## Транспорт
Общественный транспорт по улице не ходит; ближайшая остановка общественного транспорта — «Боевая» и «Набережная» (автобус) на Боевой улице.